# Da stasera/La vita vista da un aereo
Da stasera/La vita vista da un aereo è il secondo 45 giri di Luca Barbarossa.

## Il disco
Dopo il successo ottenuto al Festival di Sanremo 1981 da Roma spogliata, la Fonit Cetra fa partecipare Barbarossa alla Mostra Internazionale di Musica Leggera di Venezia con la canzone Da stasera: musicalmente il brano è distante dal successo precedente, è infatti una ballata romantica, introdotta dal pianoforte, con un bel testo d'amore.
La canzone viene pubblicata su 45 giri e nella prima ristampa del primo album, mentre sul retro del singolo viene inserita La vita vista da un aereo, canzone in stile West Coast che descrive come a volte si riesca ad osservare meglio le cose ed il mondo da lontano.
Il disco riscuote comunque un successo inferiore rispetto al precedente, e ciò contribuisce ad incrinare i rapporti tra il cantautore e la sua casa discografica.
Entrambi i brani sono inclusi nell'album Luca Barbarossa.

## I musicisti
- Luca Barbarossa: voce, chitarra
- Claudio Bazzari: chitarra elettrica
- Mario Amici: chitarra acustica
- Gigi Cappellotto: basso
- Walter Scebran: batteria
- Alessandro Centofanti: pianoforte e synth in Da stasera
- Shel Shapiro: clavinet e tamburello Da stasera
- Claudio Pascoli: sax in La vita vista da un aereo